# Szabolcs-Szatmár-Bereg vármegye története

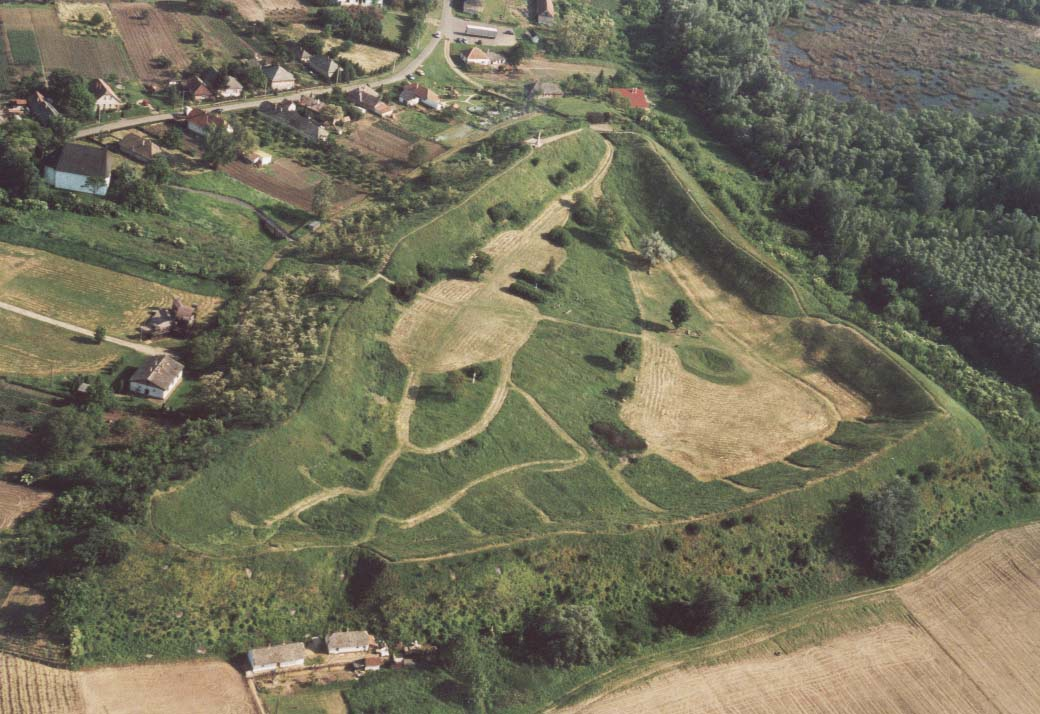
A 10. századi szabolcsi földvár madártávlatból

Szabolcs-Szatmár-Bereg vármegye története a nevében említett három régi vármegye által képviselt magyarországi régió történetét foglalja magába, beleértve a történelmi Ung és Ugocsa vármegye históriáját is. Földrajzilag a terület a Nagyalföld északkeleti részén a mai Kárpátaljához csatlakozik.
Már az újkőkor embere birtokba vette a terület gazdag természeti erőforrásait. A honfoglalás ezen a tájon kezdődött, a kor leleteinek nagy része itt került elő. Az államalapítás után I. István három királyi vármegyét hozott létre ebben a régióban, Szabolcs, Borsova és Szatmár néven. A török nem hódoltatta meg a területet, de gyakori rablótámadásaival szétzilálta a gazdasági életet. Hasonló hatása volt annak, hogy a vidék egyben a Habsburgok uralta királyi Magyarország és Erdély ütköző zónájában is feküdt, és rendszeresen sarcolták az átvonuló hadak.
A 16. században az itteni megyék a magyarországi reformáció egyik központját adták, majd ettől nem függetlenül, a Habsburg-ellenes függetlenségi harcok bázisai közé tartoztak. A függetlenségi küzdelmek bukása utáni béke idején, a 18. században szerény gazdasági fejlődés indult a térségben.
A 19. század derekán, a jobbágyfelszabadítás és a Tisza szabályozásával együtt járó nagy természetátalakító munkák során alapvetően megváltozott a térség társadalma is. A birtokszerkezet átalakult, a külterjes gazdálkodást folytató új nagybirtokok nem tudták felszívni a fölös munkaerőt. Az elégedetlenség gyakran öltött erőszakos formákat.
A két világháború között sem sikerült javítani az életkörülményeken. Az új háború előtt és annak első szakaszában a bécsi döntések révén jelentősen változott az ország és ezzel a megye területe is, de ez nem volt tartós.
A második világháború után a megyében is megtörtént a kommunista hatalomátvétel. Itt is sor került a mezőgazdaság erőltetett szövetkezetesítésére. Az ipari fejlődés csak az 1960-as években indult meg, addig a megye munkaerő-feleslege az ország más vidékein vett részt a nagy ipari építkezéseken, elvándorlás vagy ingázás révén. A nyolcvanas évek elejére már jelentős létszámú munkásság és első generációs értelmiségi réteg alakult ki a megyében is.

## A terület története a magyarok bejövetele előtt

### Neolitikum, rézkor, bronzkor

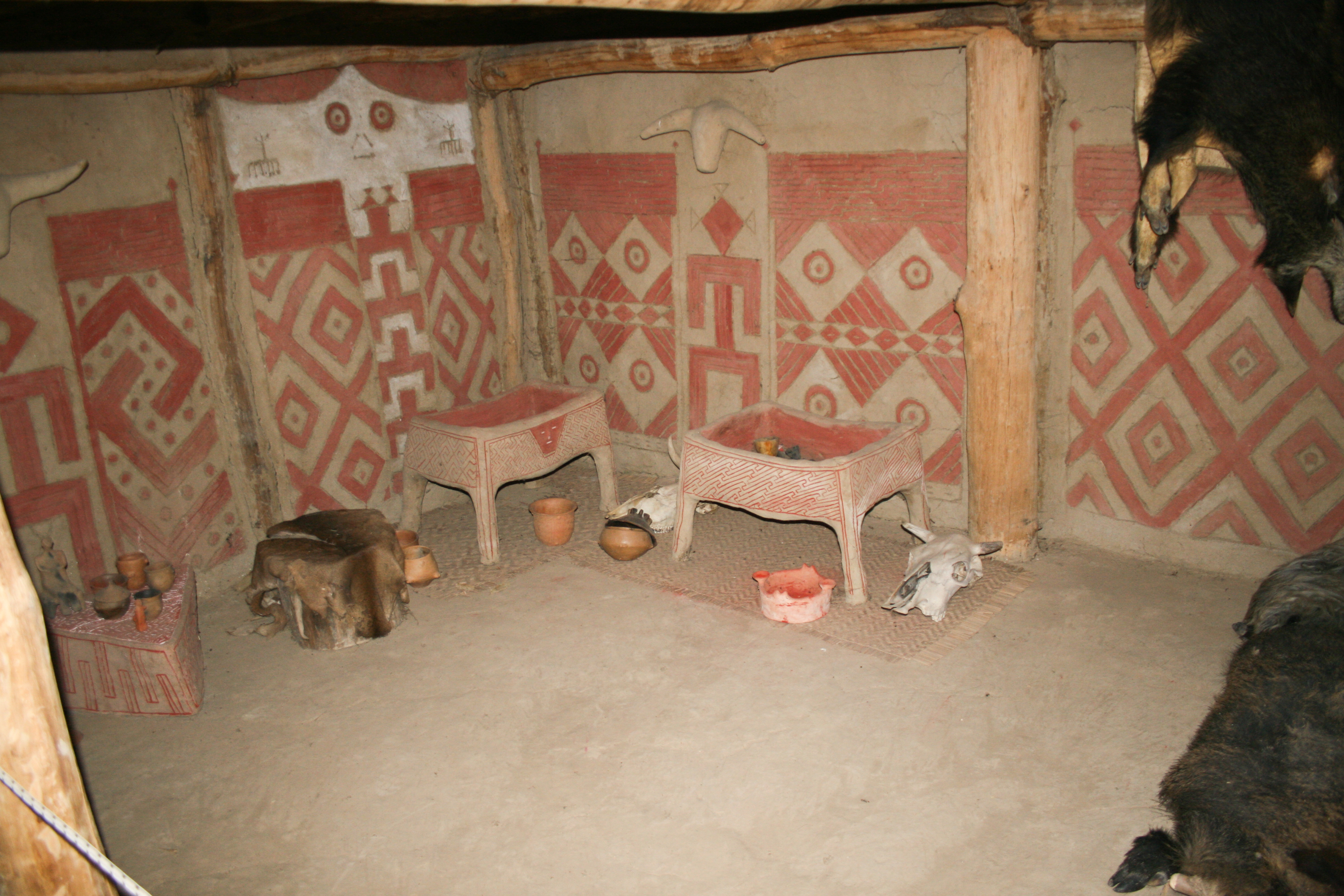
Újkőkori házbelső rekonstrukciója az M3 Archeoparkban

Az ember a régészeti kutatások tanúsága szerint az újkőkorban, mintegy 6000–7000 évvel ezelőtt már bizonyosan megtelepedett ezen a tájon. A neolitikumban a telepesek a folyók mentét, az erdős, az erdős-sztyeppés és mocsaras tájak találkozásait keresték. Később a közlekedési útvonalak is szerepet játszottak a települések létrehozásánál. Méhteleken 1973-ban a Körös-kultúrához kapcsolható leletet tártak fel, majdnem kétezer, a Tokaji-hegyről származó obszidián eszközzel, agyagistenekkel. A Rétközberencsen fellelt újkőkori telephely korát Kalicz Nándor régész 5000 év körülinek becsülte. Obszidiánból pattintott eszközök mellett csiszolt kőbalták, edény-töredékek, csontszerszámok kerültek felszínre. Emellett Tiszabezdéd, Tímár, Tiszalök, Tiszavasvári, Tiszadob, Oros, Nagykálló és Nagyecsed környékén bukkantak újkőkori leletekre. A kőrézkor emlékeit Tiszadobon, Paszabon, valamint Székely és Nyírlugos környékén találták meg. Bronzkori leleteket tártak fel Nyíregyháza, Nyírpazony, Baktalórántháza és Kispalád térségében. Kiemelkedő a kispaládi díszített fokos, amelynek valószínűleg rangjelző szerepe is volt. Híres bronzkori leletek kerültek elő Gáván (ma Gávavencsellő), melyről a gávai kultúra kapta a nevét.

### Vaskor
A korai vaskor leleteit Penészlek, Piricse, Nyírkarász, Tiszabercel, Napkor, Ófehértó, Kántorjánosi határában találtak meg, ezeket a kutatók már egy etnikumhoz, a kimmerekhez tudják kötni. A késői vaskor emlékei Gáváról, Balsáról, Pátroháról és Cserepeskenézről kerültek elő, ezek a kelta anars és tauriscus törzsekhez köthetők.

### Népvándorláskor
A kelta kor vége után az Északkeleti-Kárpátok felől több évszázadon át keleti germán népek költöztek a térségbe: elsőként a hasdingi vandálok, akik a 3. században a későbbi Erdélyben letelepedő nyugati gótokkal háborúztak. A gepidák Kr. u. 269 után jelentek meg a Kárpát-medence északkeleti szögletében; területük ekkor a Felső-Tisza és a Szamos vidékén lehetett, szállásaikat a hun támadások miatt elrejtett szilágysomlyói kincs mutatja. A térség az 5. század első felében hun fennhatóság alá tartozott, majd 455 után a gepidák birtokba vették a hunok szállásterületeit és egész Daciát. 567 után Északkelet-Magyarország az Avar Kaganátus része volt.

## A honfoglalástól a török kor kezdetéig

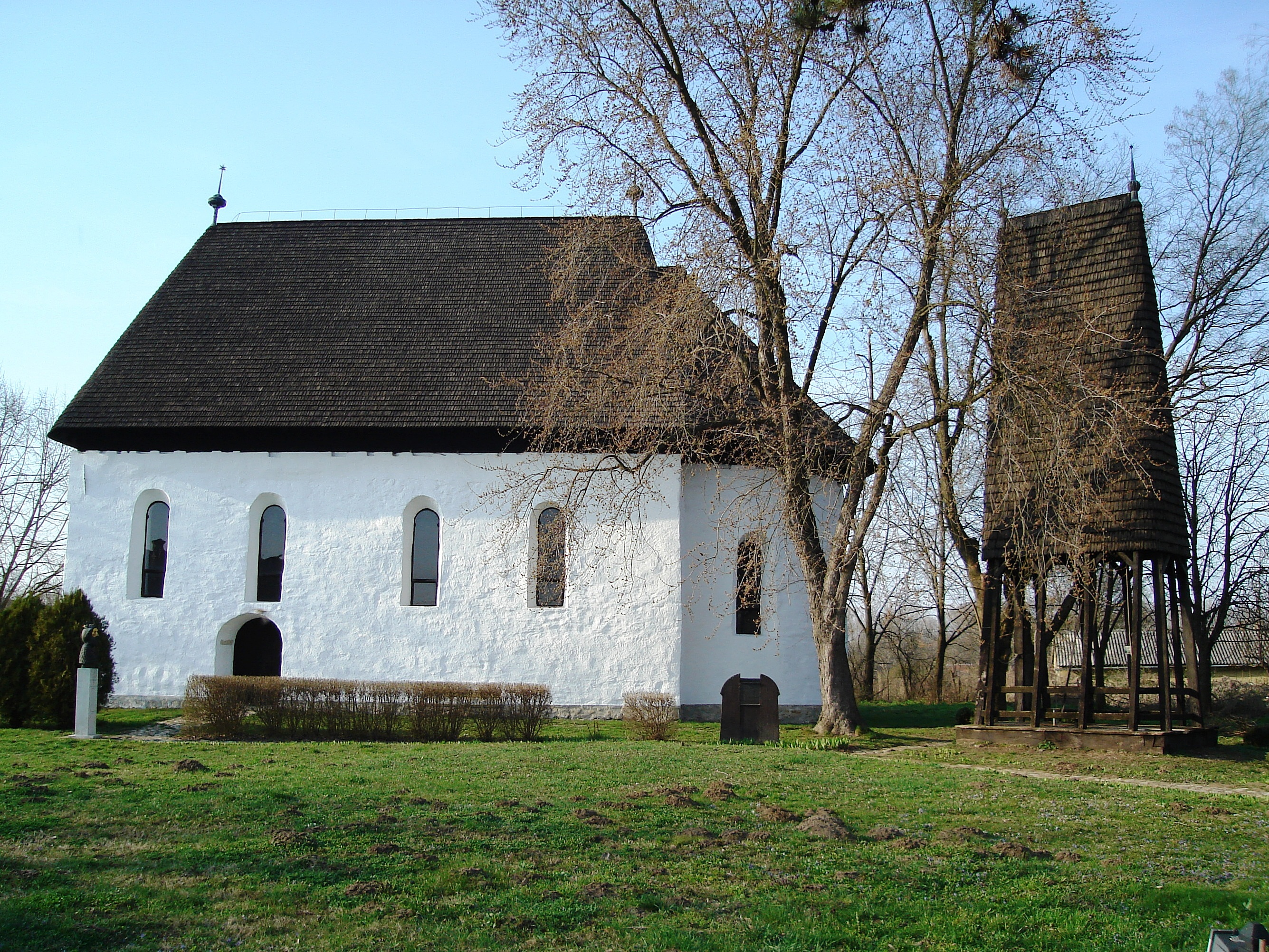
A szabolcsi református templom

A Kárpát-medencébe érkező magyarok a mai megye térségeit az elsők között vették birtokba, mivel itt a természeti körülmények messzemenően alkalmasak voltak a letelepedésükre, legelőik, gazdag vad- és halállományuk révén. Anonymus a Nyírséget, a Tiszahátat és a Szamos vidékét illetően nagy hódoltatásokról, fontos csatákról írt, amelyekben különösen Ősbő, Velek, Tas, Szabolcs és Tétény szerepét említette.
Egy korábbi álláspont szerint a Felső-Tisza vidéke 896 előtt a kabarokhoz, a magyarok katonai segédnépéhez tartozott, azonban napjainkban a régészek és történészek elvetik ezt az elképzelést. A Kárpát-medencében feltárt összes 10–11. századi temető egy tizedét ebben a térségben találták meg. A Felső-Tisza vidékén, Szabolcs megyében és a Bodrogközben a 10. század első felére keltezhető, nagyon gazdag férfisírokat tártak fel, amelyekbe a korabeli fejedelmi kíséret vezetőit temethették el. Lehetséges, hogy a fejedelmi temetkezések is a közelükben lesznek majd fellelhetők. E vidéken található a kor egyik legnagyobb és legjobb állapotban fennmaradt magyar erődítménye, a szabolcsi földvár is, aminek feltárását már 1870-ben megkezdték.
A letelepedő magyarok főleg a Tisza és mellékfolyói árteréből kiemelkedő magaslatokat szállták meg. Emellett az Anarcs–Nyírkarász és a Buj–Nyíregyháza–Érpatak–Geszteréd földsávokon, a Nyíregyháza–Apagy, Nyíregyháza–Nagykálló, Micskepuszta–Balkány vonulatokon találták meg nyomaikat. A homokos talajú térségeket azonban kerülték.
A területen három királyi vármegye alakult, Szabolcs, Borsova és Szatmár. Ez a vidék gyakran volt a mindenkori uralkodóval szemben trónkövetelőként fellépő trónörökösök, hercegek kezén. A 11. században a kunok betörései sújtották a lakosságot. I. László maga vezette ellenük a harcot. A király kedvelte az országnak ezt a részét, gyakran tartózkodott itt. Szabolcsban 1092-ben zsinatot is tartott.
Az államalapítás után jelentek meg e vidéken is a külföldi eredetű jövevény nemzetségek, mint a Hontpázmány nemzetség szabolcsi ága Beszterec birtokközponttal, a Gutkeled nemzetség (egy régi Gút nevű falu a Nyírség déli részén, Adony, majd Várda és egy Sárvár nevű erősség az Ecsedi-láp szélén).

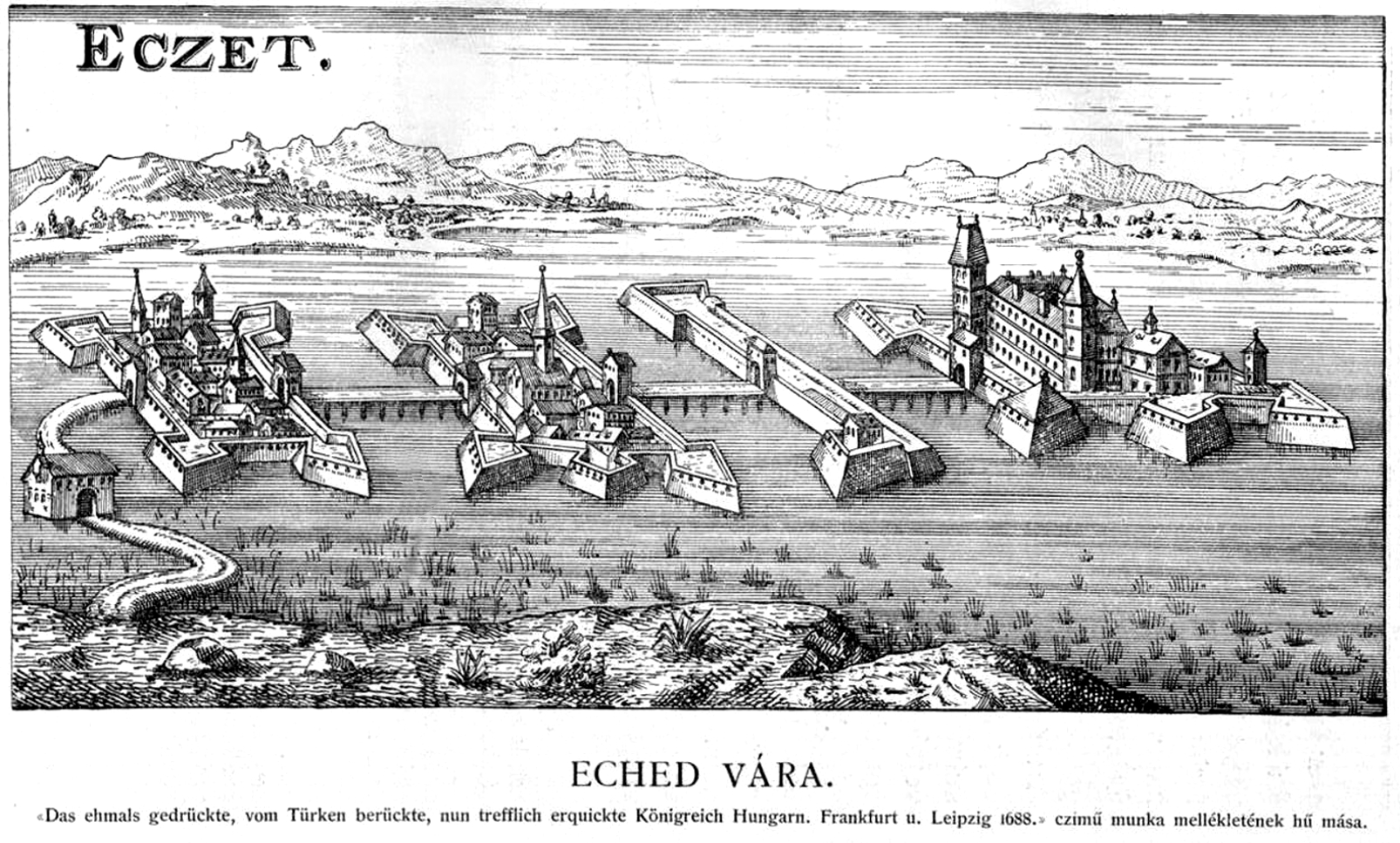
Ecsed várának látképe 1688-ban. Gottfried Prixner pesti rézmetsző metszete a "Das ehmals gedrückte, vom Türken berückte, nun trefflich erquickte Königreich Hungarn" című korabeli mű melléklete alapján

A tatárjárás idején, 1241-ben Szatmár, Borsova és Szabolcs vármegyéket a tatárok feldúlták, lerombolták a földvárakat is. 1261-ben IV. Béla fia, István herceg felügyelete alatt állt. A belháborúk e területet is érintették. A térséget az Árpád-kor végén Aba Amadé és Borsa Kopasz vette hatalmába. Az előbbi család a Balogsemjén nemzetséget, az utóbbi a Gutkeled nemzetségből származó Báthori-családot győzte le. A vesztesek később az Anjou királyok szolgálatában szerezték vissza ősi birtokaikat.

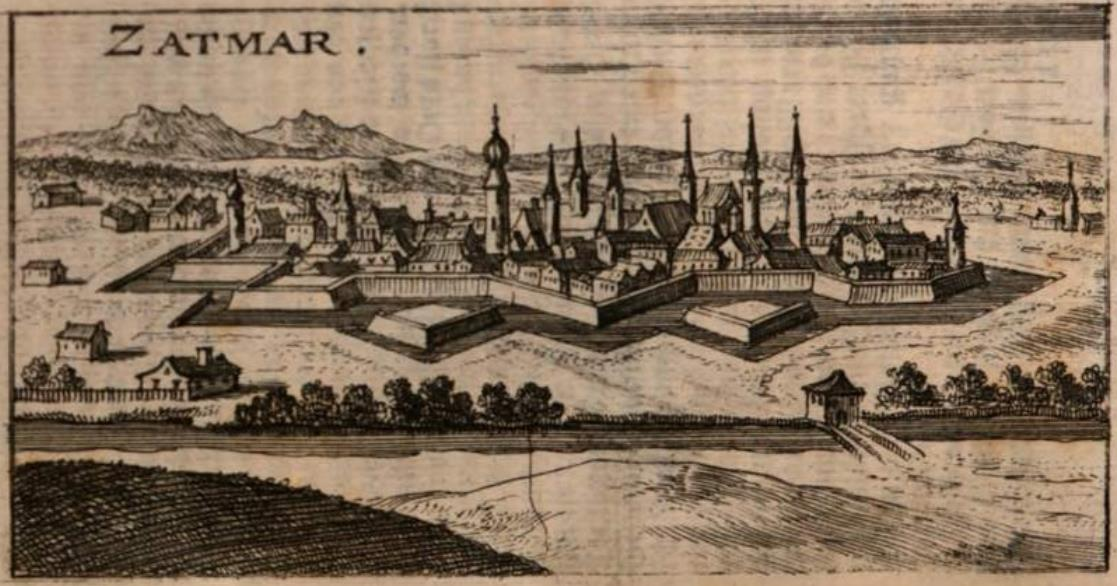
A Szatmári vár 1680 körül

A tatárok távozása után a három vármegyében a települések egyharmada kisnemesek birtokában volt. Nagy részük katonai szolgálattal tartozott vagy királyi szolgálattevő volt, amint erre a falvak egy részének a neve is utal, mint a Lövő, Őr nevű települések.
A felbomló királyi vármegyék helyén kialakultak a nemesi vármegyék, melyeknek az igazságszolgáltató szerepe mellett a közigazgatási és katonai jelentősége is nőtt. 1284-ból oklevél említi Szabolcs vármegye alispánját és négy szolgabíróját. Szatmár négy szolgabírójáról egy 1299-es oklevél szól. A nemesi belháborúk nyomán a szegény szabadok és a jobbágyok helyzete is romlott. 1437-ben, egy időben Budai Nagy Antal erdélyi felkelésével, a Nyírségben is parasztlázadás tört ki Tarpai Márton vezetésével, akit aztán sok társával együtt kivégeztek.
A késő középkorban Szabolcs vármegye földjeinek többségét a középbirtokos nemesség tartotta a kezében, míg a főúri birtokok száma kevés volt. A területen a fő birtokos nemesi családok ekkoriban az Ibrányi, Vay, Bay és Fáy családok, a Báthoriak, Perényiek, Kállayak, Drágffyak, Várdaiak, Károlyiak és a Hunyadiak voltak. Mátyás király elrendelte, hogy a megyei nemesség a maga köréből válassza alispánjait, de a megyei tisztségeket a nemesek tehernek érezték. Gyakran pénzbírsággal kellett kényszeríteni a megválasztottakat tisztségük elfogadására. A 15–16. században sem Szabolcsnak, sem Szatmárnak nem volt még állandó megyeközpontja. Szabolcs leginkább Kisvárdán vagy Nyírkarászon, Szatmár pedig Csengerben tartotta törvényszékeit és közgyűléseit. Az 1445-ben a Székesfehérvárott tartott országgyűlés a törvényhatóságokat öt kerületbe sorolta. Szabolcs, Szatmár és Bereg másokkal együtt a tiszántúli kerület részei lettek, és Hunyadi János kormányzata alá kerültek.

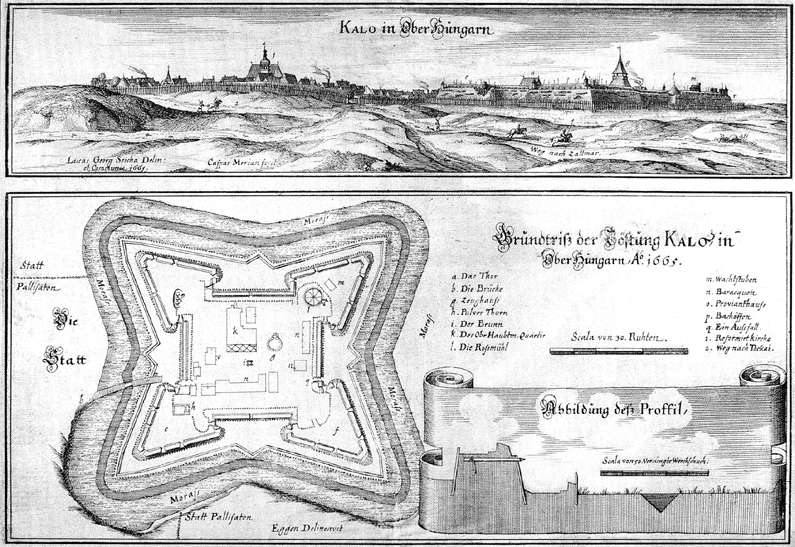
A Nagykállói vár az 1500-as években

A török 1475 februárjában jelent meg a vidéken, amikor a Nagyvárad alá ért seregük egy része Szabolcs megyét is megsarcolta. Szatmár, Bereg, Ung és Ugocsa akkor még elkerülte ezt a veszedelmet, és a későbbiek során is kívül esett a török támadások fő területén. Szabolcs vármegye azonban szinte állandóan a török portyázók hatósugarában maradt.
Az 1514-ben meghirdetett keresztes hadba sokan vonultak e térség falvaiból, mezővárosaiból, Dózsával egyszerre e vidék parasztsága is felkelt. A parasztok oldalán harcoltak gencsi és tyukodi kisnemesek is. A parasztfelkelés leverése után a nagyobb úri családok várkastélyokat, erősségeket építtettek. Közülük az ország két, majd három részre szakadásával nagyobb jelentőséget kapott az ecsedi, a szatmári, a kisvárdai és az 1571-ben épült nagykállói vár.

## A terület története 1526-tól 1711-ig

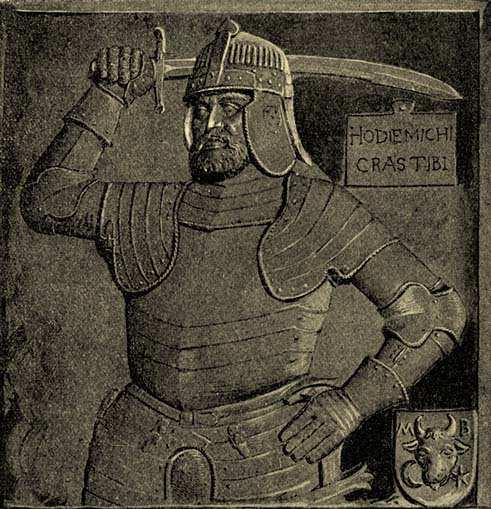
Balassa Menyhért sírköve

Közép-Európa 1572-ben

Mohács után Szabolcs, Szatmár, Bereg, Ugocsa és Ung vármegyék két évszázadra a fő hadi utakra kerültek, mely súlyos hatást gyakorolt a lakosságra és a terület gazdasági életére. A terület a Keleti és Nyugati Királyság, majd az erdélyi fejedelem és a magyar király közötti vetélkedés tárgya volt. A helyi urak gyakran váltogatták lojalitásukat. Szatmár vára és Nagybánya, miután Balassa Menyhért birtokába került, számtalanszor váltott gazdát urával együtt. Szabolcs vármegye Szapolyai Jánosnak hódolt, a vármegye közepén Kálló és Várda várát azonban Habsburg-hű zsoldosok ülték meg. Szabolcs, Szatmár és Bereg vármegyék Schwendi 1565–1568 közötti hadjáratai és a II. Jánossal 1570-ben megkötött speyeri szerződés következtében kerültek a királyi Magyarországhoz, azon belül közigazgatásilag a felső-magyarországi főkapitánysághoz. Egy időben létezett tiszántúli, illetve szatmári-tiszántúli főkapitányság is, melyhez Szabolcs és Szatmár tartozott.
A legtöbb erdélyi fejedelemnek a korabeli Magyar Királyság területén volt birtokaik súlypontja, hatalmi és gazdasági hátországuknak a Kelet-Felvidéket, a vitatott helyzetű Tiszántúlt és a Partiumot tekinthetjük. A négy erdélyi fejedelmet és Báthory István személyében egy lengyel királyt adó Báthori-család birtokközpontja a mai Nagyecsed volt, ők birtokolták a névadó Bátort is. A Felső-Tisza vidékén vonultak a Habsburgok csapatai Erdély ellen, erre támadott az erdélyi fejedelem, és a török portyázók is gyakran megjelentek. A 16. század végén, a 17. elején a Tiszántúlon vertek tanyát a hajdúk, akik fegyverforgatásból és részben fosztogatásból éltek, míg Bocskai István le nem telepítette őket Szabolcs vármegye addigra már teljesen elnéptelenedett déli részeire. (A Szabolcs vármegye és a Hajdúság közötti közigazgatási határvonal máig érvényesen az 1876-os megyerendezés során alakult ki.)
A 17. század első felében a erdélyi fejedelmek több Habsburg-ellenes hadjáratot indítottak a reformáció terjedését és a királyság rendjeit támogatva. Bethlen Gábornak, majd I. Rákóczi Györgynek sikerült elérnie, hogy Szabolcs, Szatmár és Bereg vármegyék az Erdélyi Fejedelemséghez tartozzanak. Wesselényi Ferenc (nádor), Zrínyi Péter, Frangepán Ferenc Kristóf, Nádasdy Ferenc, I. Rákóczi Ferenc részben ezen a vidéken szervezték összeesküvésüket. 1678-ban kezdődött a Thököly Imre vezette szabadságharc. Az I. Lipóttal kötött 1681-es fegyverszünet alkalmával a bujdosók téli szállása Ung, Bereg, Ugocsa és Szatmár megyében volt. E területen kezdte tevékenységét II. Rákóczi Ferenc is, akinek híres brigadérosa, Esze Tamás Tarpán született.
Az innen indult nemzeti függetlenségi harcok azonban nem érték el katonai és politikai céljukat, és 1711-re alig maradt a térségnek lakója. Mocsarak, üres puszták voltak a honfoglalók által egykor benépesített térségeken, Polgártól Kótajig, Rakamaztól Nyírgyulajig, Bogátig alig maradt lakosság. A török–tatár támadások sora a Szatmár, Bereg és Ugocsa vármegyéket is érintő 1717-es krími tatár betöréssel záródott.

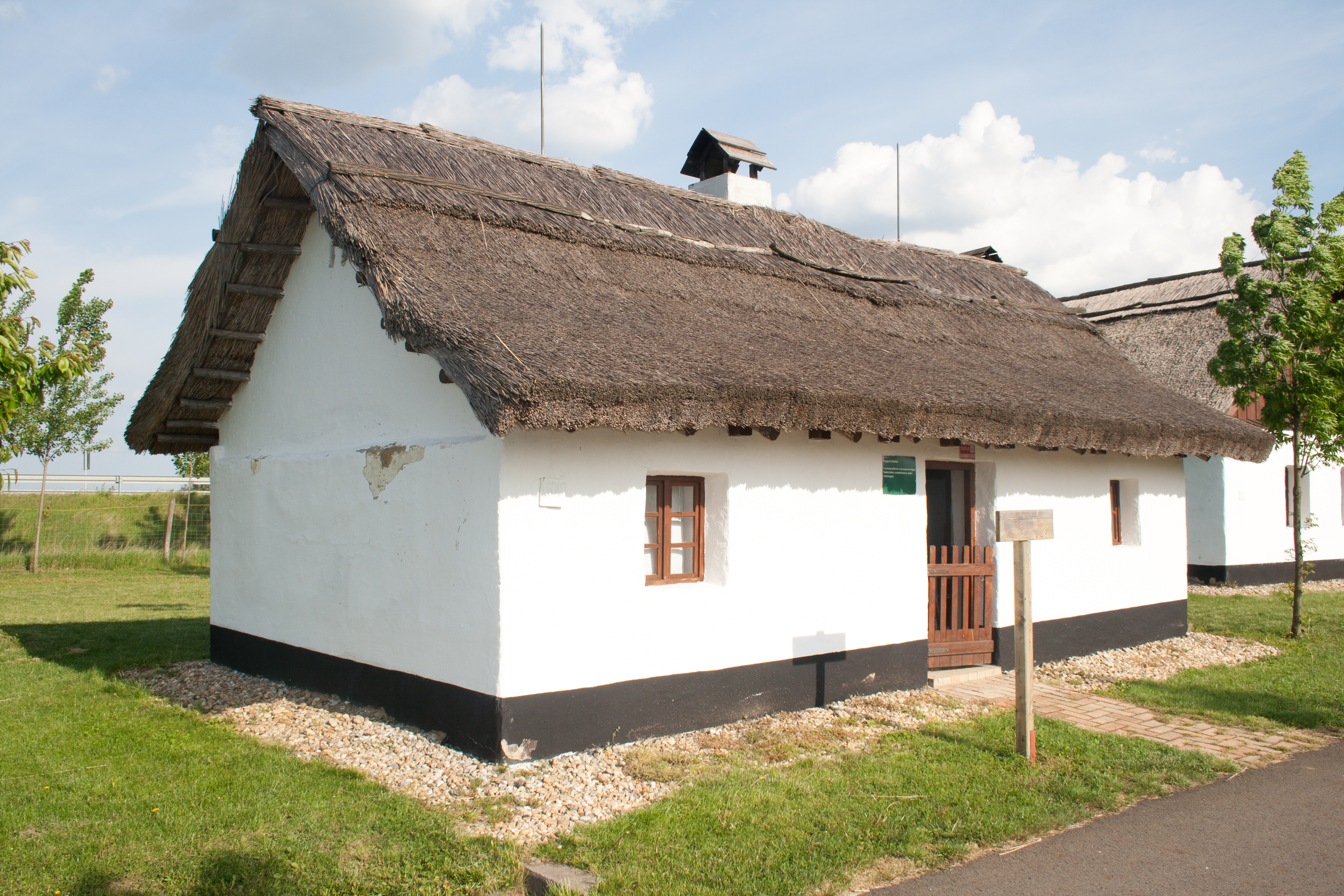
Szegényparaszti ház Pócspetriből, rekonstrukció

## A reformáció

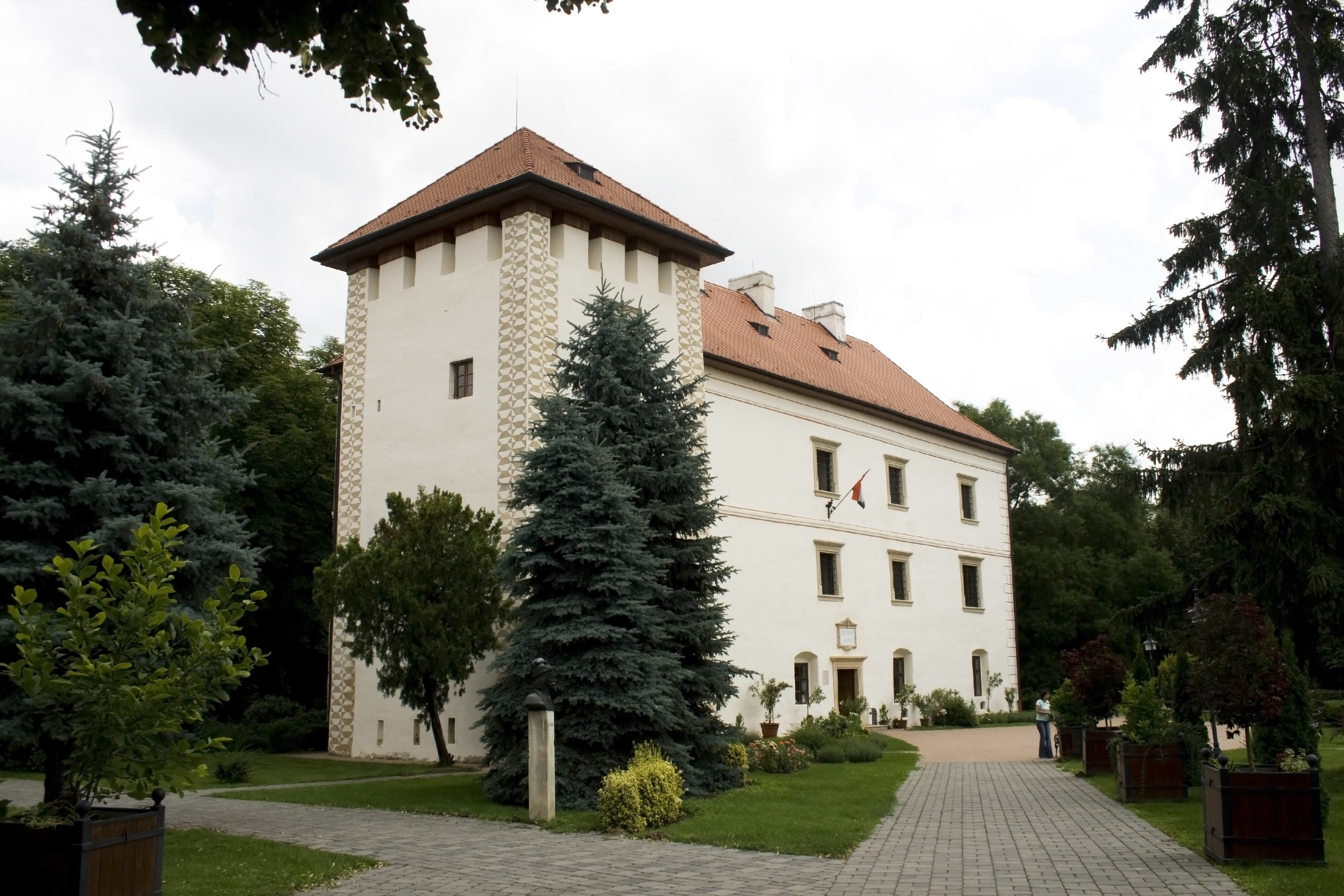
A Vay család 17. századi várkastélya Vaján

Az állandósuló társadalmi-gazdasági válság körülményei nagy hatással voltak az egyházi intézményekre is. A korabeli krónikák arról számolnak be, hogy az ország keleti részein a katolikus egyház „végpusztulásra jutott” és felvirágzott a reformáció. Protestánssá lett Drágffy Gáspár, Szatmár legnagyobb földesura és Török Bálint, a debreceni uradalom birtokosa, s hamarosan a Vayak, Kállayak is. Erdőd, Sárospatak, Debrecen, a protestantizmus korabeli központjai, mind a közelben voltak. Az új hitet a kor legrangosabb prédikátorai terjesztették a falvakban, köztük Dévai Bíró Mátyás. Drágffy Gáspár udvarában tevékenykedett Batizi András, Tordai Demeter, Hevesi Mihály és Demeter, Radán Balázs. Az ekkoriban megalakult debreceni és sárospataki kollégium pedig számos új tanítót képzett a gyülekezetek számára. 1545. szeptember 20-án tartották Erdődön az első református zsinatot. 1629-ben egész Szatmár vármegyében már csak egyetlen katolikus pap volt, mégpedig Nagyecseden. 1687-ben, amikor a töröktől visszavett Eger városába visszakerült az egri püspökség, Szabolcs vármegyében mindössze két katolikus gyülekezet volt, a kisvárdai és a nagykállói. Beregszásznak jelentős szerep jutott a reformáció idején, mely a vidéken itt ért el először nagy sikereket. 1552-ben két egyházi zsinatot is tartottak Beregszászban Kálmáncsehi Sánta Márton vezetésével, melyek Magyarország első helvét típusú zsinatai közé tartoznak. A második beregszászi zsinaton, december 1-jén határozatot hoztak az úrvacsora és a gyóntatás rendjéről, ezzel a kálvinisták véglegesen elváltak a római katolikus egyháztól.

## A gyarapodás időszaka a 18. században
A szatmári béke után viszonylagos nyugalom következett be a térségben, annak ellenére, hogy továbbra is előfordultak katasztrófák, mint a pestis- és kolerajárványok, a Tisza áradásai, nagy tűzkárok, éhínség. Az elnéptelenedett falvakba új lakosokat telepítettek. Nyíradony 1712-ben, Tímár 1718-ban fogadta új lakóit. Szervezett kincstári telepítés keretében német lakosságot kapott Vállaj és Rakamaz község. Az egri káptalan telepítette be a hajdúktól elhagyott Polgárt, a gróf Károlyiak pedig Nyíregyházát (1735). Sok család költözött Nyírgyulaj, Bogát, Vencsellő, Kiskálló, Oros, Nyírlugos községekbe, Balmazújváros mezővárosba. A telepesek a vármegyén kívülről érkeztek, mert a megye nemesei tiltakoztak az ellen, hogy elcsábítsák jobbágyaikat. A telepítések nem zavarták meg lényegesen helyi a magyarság etnikai egységét.. A betelepülő ruszin, szlovák és román családok hamar elindultak a spontán asszimiláció útján, 2-3 nemzedéken belül beolvadtak a magyarságba, legfeljebb családneveik őrizték eredeti nemzetiségük emlékét. Ez a fejlődés azonban településenként eltérő volt. A viszonylag elszigetelt Vállaj őrizte meg a legtovább – egészen a második világháborúig – német etnikai egységét. Ezzel szemben Rakamaz a tokaji átkelőhelynél a nagy forgalom miatt nyitott község lett, ami felgyorsította az asszimilációt. Hasonló Nyíregyháza szlovákjainak helyzete, mely egy külön el nem ismert, de megkülönböztetett népcsoport, a tirpák volt. A rendszeres vásári forgalom miatt Nyíregyházának is hamarosan jellemzője lett a kétnyelvűség, majd közigazgatása és igazságszolgáltatása önként a magyar nyelvet választotta.
A vallási homogenitás is megbomlott, az addigi egységesen református lakosság vegyes vallásúvá vált, előretört a római és a görögkatolikus vallás. Jelentős számú evangélikus egyházközség is szerveződött, és ebben a korszakban vált jelentőssé a zsidók megtelepülése.
Az 1711-től 1849-ig terjedő korszak történetére az is nagyban hatott, hogy az országnak ezen a vidékén volt a legnagyobb a nemesek aránya a lakosságban, körülbelül egy tized, bár ez nem jelentette azt, hogy egyben tehetősek is lettek volna. Tarpa, Tyukod, Balkány, Sáp, Földes, Király telek (ma Nyírtelek), Geszteréd, Csenger lakosai szinte mind nemesek voltak. Sok nemes élt Nádudvaron, Újfehértón, Dombrádon, Kisvárdán, Kölcsén, Szatmárcsekén és más falvakban is, gyakran teljesen vagyontalanul. A hajdúk viszont végleg függetlenítették magukat Szabolcs vármegyétől, létrehozták a megyékkel egyenjogú Hajdúkerületet, amiből később Hajdú vármegye lett. Ekkoriban kezdtek megjelenni a 19. század második felére, az úrbéres birtokrendezést és a Tisza szabályozását követően kialakuló hatalmas nagybirtokok körvonalai. Vaja, Csenger, Nyírkarász, Nyírbátor, Nagyecsed veszített korábbi jelentőségéből, nőtt viszont a közigazgatási szerepköre Nagykállónak és Nagykárolynak azzal, hogy a Kállayak, illetve a Károlyiak mindkét helyen állandó megyeházát építtettek. Nyíregyháza örökváltságával vívott ki magának szabad státust.
A gazdasági élet fejlődése kialakította a maga regionális rendszerét, vásáros helyeit, vonzáskörzeteit, amelyek a vasúthálózat kiépüléséig meghatározták a térség gazdaságföldrajzi szerkezetét. A fő gazdasági tevékenység természetesen a mezőgazdaság maradt. A lakosságot iparcikkekkel részben a mezővárosokban (Mátészalka, Nagykálló, Csenger, Fehérgyarmat, Kisvárda, Nyíregyháza) megtelepedett kézművesek látták el, illetve azokat a környező vásáros helyekről (Debrecen, Ungvár, Munkács, Tokaj, Tarcal, Miskolc) szerezték be. A mai Szabolcs-Szatmár-Bereg területén Kisvárda, Fehérgyarmat, Nagykálló, Mátészalka és később Nyíregyháza vásárai voltak nevezetesebbek. A vásárok mellett jelentős volt a házaló kereskedelem, ami a beregi és felvidéki háziipari termékeket, a hámorok vastermékeit közvetítette a parasztság számára, cserébe felvásárolta a halat, csíkot, teknősbékát, gyékényárut, szőlőkötöző sást, mézet, néha még prémet is.
Kulturálisan továbbra is Debrecen és Sárospatak maradt a legfontosabb a térség lakossága számára, de a református vallási homogenitás megbomlása után növekedett Nagyvárad és Eger szerepe is. A mérsékelt gazdagodás jeleként az 1800-as évektől megszaporodtak az új nemesi udvarházak, sőt kastélyok is.
Változott a táj arculata is. Folytatódott az erdőirtás, szaporodtak az irtásföldek, leromlottak, megfogyatkoztak a hajdani erdők, de nem változott lényegesen a mocsaras területek nagysága.
1836 után megkezdődött a falvak határainak rendezése, ami kiváltotta többek között Szatmárcseke, Ökörító, Tiszalök, Nádudvar, Polgár, Tiszadob, Máriapócs lakosságának elégedetlenségét. A nemesség körében is erősödtek a mélyen gyökerező Habsburg-ellenes érzelmek. Szabolcsban és Szatmárban az 1830-as évektől a megyei hatalom részese lett egy magát liberálisnak valló nemzedék, melynek tagjai voltak Kölcsey Ferenc, Wesselényi Miklós, Károlyi György, Bónis Sámuel, Eötvös Mihály, a Patayak és a Zoltánok. A konzervatív táborban főbb alakjai Uray Bálint, Drevenyák Ferenc, Kende Zsigmond és a Dessewffyek voltak.

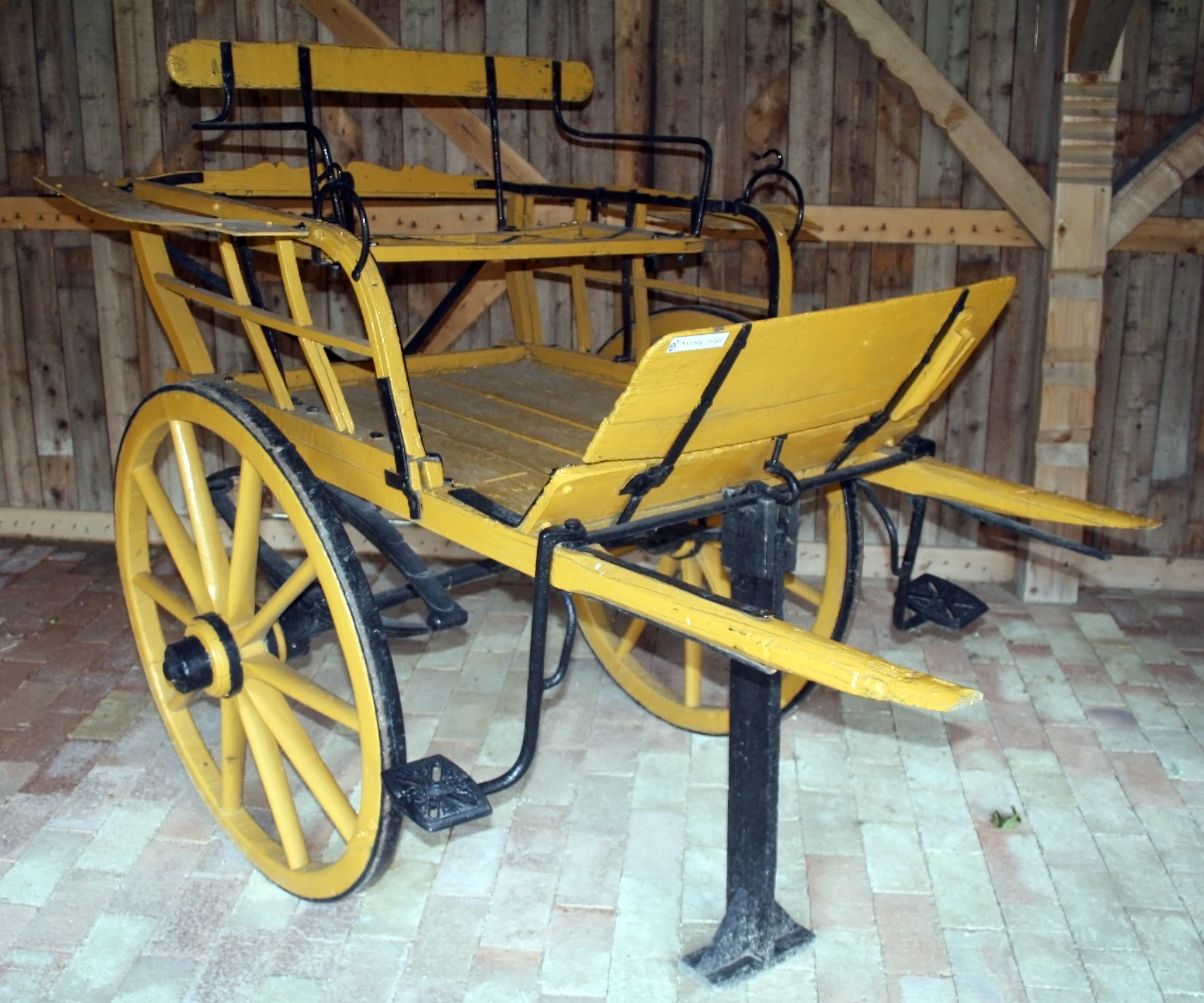
Nyírségi taliga nevű kocsitípus

Az 1848-as forradalmat lelkesen üdvözölte mind az öt vármegye (Szabolcs, Szatmár, Bereg mellett Ung és Ugocsa területe tartozott ide) lakossága. A szabolcsiak a lakosok számát messze meghaladó arányban küldtek katonákat a honvédségbe. A szabolcsi 48. honvédzászlóalj különösen kitüntette magát a szabadságharc több fontos csatájában. Szatmár és Bereg vármegyékben azonban paraszt- és nemzetiségi mozgalmak bontakoztak ki, amelyek a helyi magyar vezető körök érdekeit sértették.

## A tőkés fejlődés kora

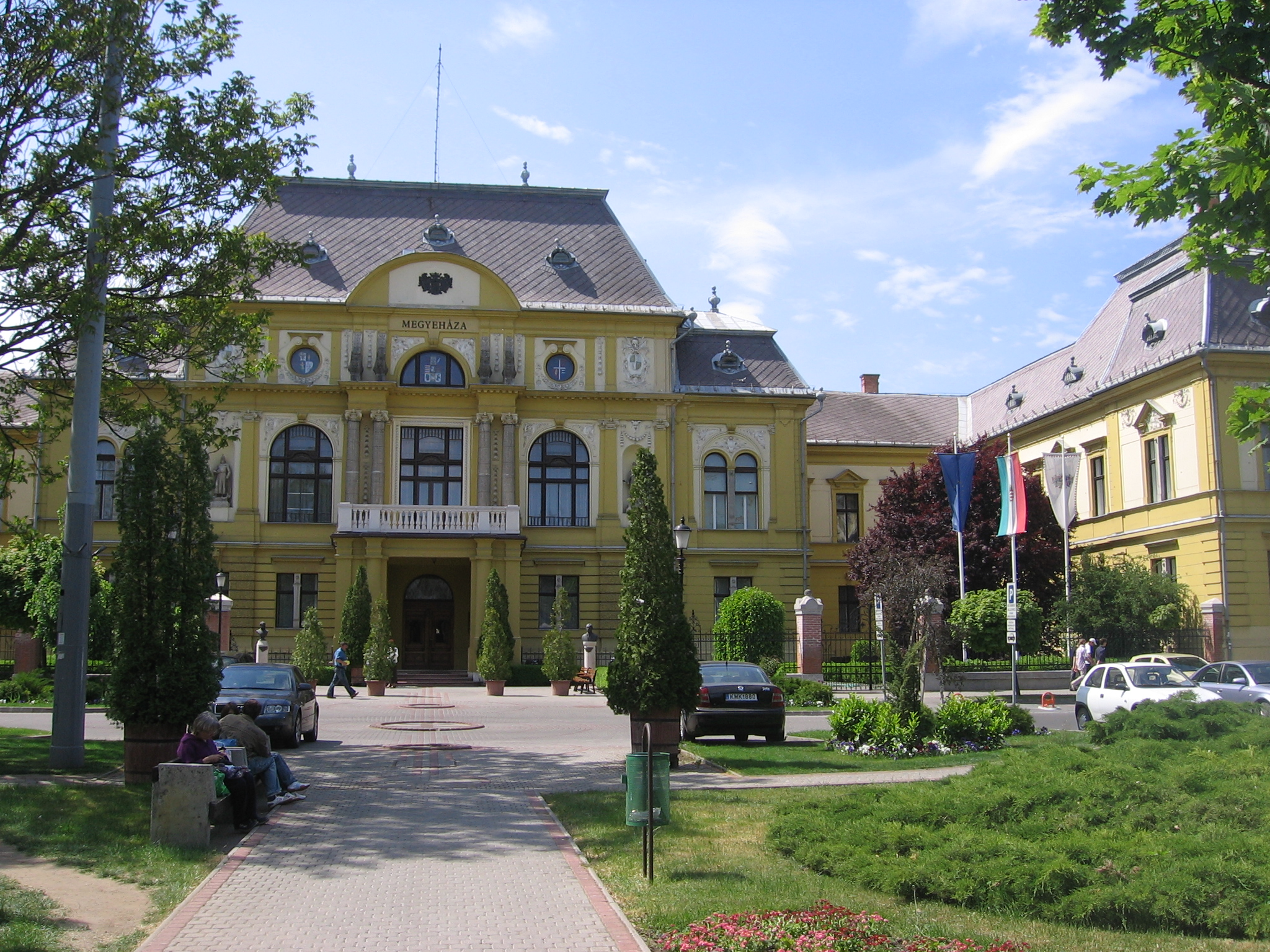
A nyíregyházi megyeháza

1849-ben a vármegyék autonómiáját felszámolták, királyi biztosok kerültek a közigazgatás élére. Szabolcsban és Szatmárban a reformkori küzdelmek konzervatív politikusai, Uray Bálint és Drevenyák Ferenc léptek a színre.
Az 1857–1872 közti birtokrendezési perek, valamint a Tisza árszabályozási munkálatai lehetőséget teremtett a parasztság földjeinek kisajátításához. A vízszabályozáshoz hozzájárulást követeltek a lakosságtól, amit a parasztok nem akartak megfizetni, viszont a földesurak szívesebben állták a költségeket, aminek révén nagy ármentesített területekhez jutottak. A parasztok viszont az 1862/63-as aszály és a vízszabályozási munkálatok nyomán szembesültek kiszáradt mocsarakkal, lápokkal, nádasokkal. A volt jobbágyok parasztok, cselédek, napszámosok lettek, akik korábbi fél, negyed és nyolcad telkeik után megkapták a 14, 7 vagy 3,5 holdnyi földjeiket, hogy osztozkodjanak rajta a Mária Terézia uralkodása óta általában megnépesedett családjaikkal.
A térségben nőtt a szegénység. Országosan a 0-5 hold között birtokló nincstelenek és törpebirtokosok aránya 53,5% volt, itt viszont ez az arány meghaladta a 62%-ot. Az 1860–1880-as években a Tisza szabályozása, az folyószabályozási munkálatok, az utak, vasutak építése még munkaalkalmat nyújtottak, amikor azonban ezek véget értek, csak a nagybirtokon végezhető napszámos munka maradt.
A városi fejlődés a térségben korlátozott volt, ipari munkaalkalmak alig keletkeztek. A 19. és 20. század fordulóján az akkori Szabolcsban a 288 ezer fős összlakosságból több mint 150 000 napszámos, cseléd, alkalmi munkás volt, köztük sok régi kisnemes. A városok hiánya miatt nem keletkezett számottevő kereslet a továbbfeldolgozott mezőgazdasági termékekre sem, ezért a nagybirtokok termelése általában az elsődleges tömegtermékek előállítására koncentrálódott, aminek a munkaerő-igénye alacsony volt, így állandósult a munkanélküliség. A szegényparasztság nélkülözései miatt 1897–1898-ban egyes helyeken, mint Karászon spontán földosztással járó agrárszocialista zendülés robbant ki. Újfehértón, Balkányban, Rohodon, Kántorjánosiban, Leveleken is zavargások voltak. A mozgalom résztvevői messianisztikus, őskeresztény jellegű elveket vallottak.
Nemzetiségi szempontból Szabolcs megye szinte homogén volt, a lakosság 98,9%-a vallotta magát magyarnak 1900-ban. Szatmárban a magyarság aránya már csak 61,6% volt, a románoké 34,6%. Beregben a ruszinok alkották a relatív többséget 45,8%-os aránnyal, a magyarok aránya 44,6% volt. A felekezeti százalékarányok a három megyében a következőképpen alakultak: Szabolcs: reformátusok: 38,5, római katolikusok 27,7, görögkatolikusok 19,7. Szatmár: görögkatolikusok 44,4 reformátusok 31,6, római katolikusok 16,8. Bereg: görögkatolikusok 49,7, reformátusok 27,0, izraeliták 13,9.
A dualizmus korában Szabolcs vármegye elsősorban az 1882–1883-as tiszaeszlári per kapcsán került az országos és nemzetközi érdeklődés középpontjába. A térség északkeleti helyzetéből adódóan a Monarchia fennhatósága alá tartozó Galíciából és az Orosz Birodalom területéről nagyszámú (elsősorban ortodox) zsidó lakosság telepedett le (18. századi előzményekkel, de többnyire a 19. század második felében).
A vidék másik politikai jellegzetessége az volt, hogy mind Szatmár, mind Szabolcs törvényhatósága 1861-től mindig erősen radikális, függetlenségi képviselőket küldött a parlamentbe. A kormányprogram támogatásával ezen a vidéken soha nem lehetett választási kampányt nyerni. Az 1905–1906-os magyarországi belpolitikai válság nyomán kibontakozó „nemzeti ellenállásnak” is ez a térség volt az egyik fészke. A választójoggal rendelkezők szűk körében nagy volt az arányuk a korábbi kiváltságaikat elvesztő kisnemeseknek, dzsentriknek, akik előtt a gazdasági pangás miatt nem nyílt út a polgárosodásra, vagy azt nem vállalták, ezért folyamatosan nemet mondtak arra a rendszerre, ami egyenlővé tette őket a hajdan lenézett parasztokkal.
A polgári fejlődés a nehézségek ellenére folyamatosan, ha lassan is, de előrehaladt. Létrejött a korszerű bíróságok rendszere, a telekkönyvi hivatal, az állami anyakönyvezés és a polgári házasság intézménye, átrendezték a járásokat. Szatmár megye székhelye Nagykárolyból Szatmárnémetibe, Szabolcsé Nagykállóból Nyíregyházára került. Mindkét városban új megyeház épült. Sokfelé középületek, laktanyák épültek (a katonák korábbi falusi kvártélyozása helyett). Malmok, szeszfőzdék jöttek létre, kialakult a korszerű banki hálózat, ami hiteleket tudott nyújtani a vállalkozóknak, gazdálkodóknak. Megkezdődött az Eötvös József által szorgalmazott népiskolák hálózatának kiépítése. Korszerű vasúthálózat jött létre, ami átrendezte a regionális vonzáskörzeteket. A vásárok helyett nőtt a szerepe a falusi szatócsboltoknak.
A dualizmus korát szellemi és kulturális fellendülés jellemezte. Jósa András létrehozta a később róla elnevezett nyíregyházi múzeumot, számos egylet alakult, nem utolsósorban a városi lakosság körében teret nyert a nyomtatott sajtó, mint az először 1880-ban megjelenő, Nyírvidék c. hetilap.

## Az első világháborútól a másodikig

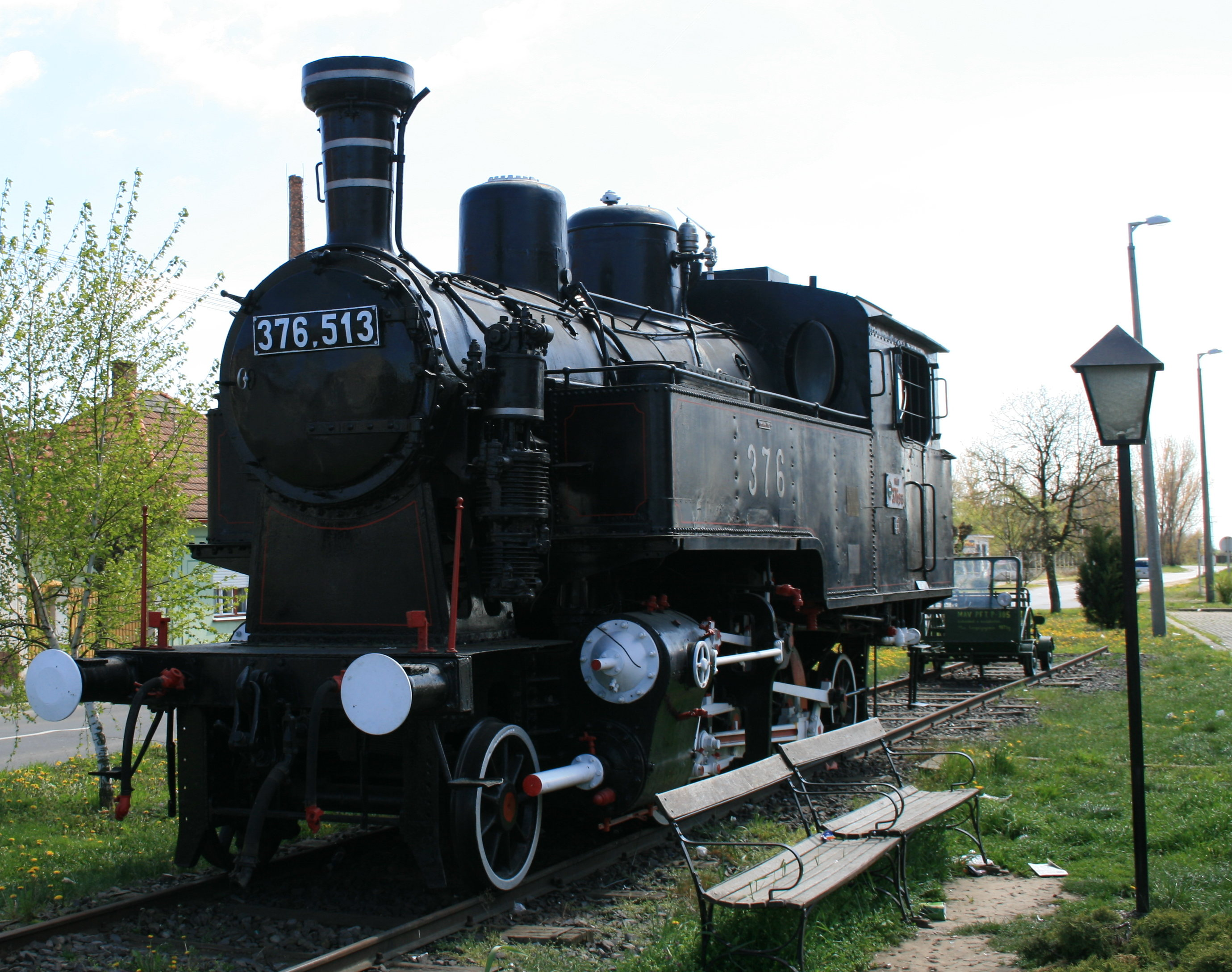
A vasútfejlesztés emléke a 20. század elejéről

Szabolcs és Bereg vármegyék az első világháború idején stratégiai fontosságúnak számítottak, a Budapest-Nyíregyháza-Csap-Ungvár vasútvonalon keresztül zajlottak a galíciai hadszíntérre irányuló csapat- és utánpótlás-szállítások.
Az első világháborúban a megye könnyen mozgósítható tömegei nagy számban adtak katonát, akikből sokan nem tértek haza. A háború okozta szenvedések tovább rontották a lakosság helyzetét. 1918 őszén a helyi politikusok és a lakosság egyaránt örömmel fogadta a Magyar Nemzeti Tanács megalakulásának hírét. A sokat szenvedett lakosság viszont még radikálisabb követelésekkel lépett fel, Nyíregyházán zavargások, fosztogatások kezdődtek. A községekben hivatalnokokat kergettek el, kúriákat dúltak fel. Újfehértón, Demecserben, Nagyhalászon, Oroson, Rakamazon, Kisvárdán és más településeken csak katonai erővel, véres áldozatok árán sikerült a rendet helyreállítani. Nyírmadán tizenkét életet követelt a Kiss János gazda által szervezett fegyveres csoport felszámolása. Eszláron húsz katona kikiáltotta az „eszlári köztársaságot”. Mindenfelé földosztást követeltek, hatvan községben mintegy 12 000 földigénylőt írtak össze. A zavargások miatt a kormány arra kényszerült, hogy más térségekhez hasonlóan Szabolcs megyében a statáriumot hirdessen. Szatmár megyében és Ibrányban a parasztok ennek ellenére fölosztásba kezdtek. Újfehértó, Nagykálló, Tiszalök, Csobaj, Büdszentmihály, Nagyhalász, Nyírbátor, Balkány, Kisvárda és Kótaj lakossága pedig már 1918 decemberében szocialista jellegű követelésekkel lépett fel.
A szociáldemokraták gyűlései mellett a kommunisták erőteljesen léptek fel, elsőként a Szamuely Tibor és László által megrendezett 1919. január 5-i nyíregyházi nagygyűlés során. Nyíregyházán a Tanácsköztársaság budapesti kikiáltásával párhuzamosan a néptanács március 22-én átvette a hatalmat a városi képviselő-testülettől, majd létrejött a megyei direktórium. Megindult a mezőgazdasági szövetkezetek szervezése, de helyenként a földosztás is.
A román támadás következményeként előbb Szatmár, majd Szabolcs román katonai közigazgatás alá került. Nyíregyházát április 24-én szállták meg a románok, április 26-án Nagykállót közelítették meg, a védekező Székely Hadosztály pedig április 29-én megadta magát a román csapatoknak. Az 5. vörös hadosztály és a Pogány József vezette gyalogos zászlóalj nem változtatott az erőviszonyokon, a tanácsköztársasági erők a Taktaközbe vonultak vissza, ahol újjászervezték a direktóriumot is, és itt július végéig tartottak ki. 1919 májusától a szabolcsi és szatmári részeket a román, a beregi vidéket a cseh csapatok szállták meg. Júniusban a román királyi hadsereg már Nyíregyházán, Kisvárdán, Újfehértón és Büdszentmihályon (a mai Tiszavasváriban) között létre rekviráló bizottságokat; egyedül Nyíregyházán több mint 54 millióra koronára becsülték a város és a lakosság vagyonában esett kárt. A románok 1920 márciusában ürítették ki Magyarország tiszántúli területeit, ezután vette át a magyar ellenforradalmi kormány a közigazgatást. Mikecz István alispán 1919 májusában utasította a falvak tisztviselőit: elkerülhetetlen … a vasfegyelem és szigor, mely kérlelhetetlenül kell hogy lecsapjon … az izgatókra, de … – ha kell – a népre is, mely meg kell hogy ismerje és tanulja a törvény és a hatóságok teljes tiszteletét és uralmát…
A trianoni békeszerződés az itteni megyék területét is lecsökkentette. A korábbi öt vármegye Magyarországon maradt részéből 1923-ban két vármegyét szerveztek: Szabolcs–Ung valamint Szatmár–Bereg és Ugocsa közigazgatásilag ideiglenesen egyesített vármegyéket.
A két világháború közötti Horthy-rendszer az életkörülményeket javítani nem tudta, a munkanélküliek aránya folyamatosan 13-18% körül mozgott. A kivándorlás század eleji lehetősége bezárult. A kormányzat évente néhány száz család számára viszont németországi munkalehetőséget szerzett. A Horthy-rendszer ideológiájának alapja a területi revízió követelése volt, ezzel összefüggésben napirenden tartották a nacionalizmust és az irredenta érzelmeket. A korszak baloldali mozgalmait a hatóságok korlátozták, a kormánypártok legfőbb politikai riválisa mindenesetre a Kisgazdapárt volt. Tarpán került sor a korszak egyik legfeltűnőbb választási csalására, amikor az 1935-ös országgyűlési választás során Bajcsy-Zsilinszky Endrével szemben a kormánypárt jelöltje jutott mandátumhoz.
Az agrárnépesség életszínvonalának javítását a korszak valamennyi politikai csoportja célul tűzte ki. E téren figyelmet érdemel Westsik Vilmos 29 éves nyíregyházi munkássága, illetve Kállay Miklós főispáni és mezőgazdasági miniszteri tevékenysége.
A második világháború előtt és annak elején a revíziós törekvések, konkrétan többek között a Rongyos Gárda kárpátaljai tevékenysége nyomán, a bécsi döntések révén újabb területi változásokra került sor. 1938-ban az első bécsi döntés következtében, amikor az egykori Bereg vármegye és Ugocsa vármegye jelentős területei újra magyar uralom alá kerültek, létrejött Bereg és Ugocsa k.e.e. vármegye Beregszász székhellyel. A második bécsi döntés alapján 1940-ben magyar birtok lett többek között Ugocsa megye addig Romániához tartozott déli fele is, így Bereg és Ugocsa k.e.e. vármegye szétvált két önálló megyére.
A zsidótörvények és Magyarország német megszállása nyomán a térség izraelita lakosságának túlnyomó részét gettókba zárták majd a haláltáborokba hurcolták. A mai megye területén 1941-ben az össznépesség 5,5%-a, 31 874 fő vallotta magát zsidónak, 1949-ben viszont közülük csak 0,7%, 3822 fő maradt meg vagy tért vissza a táborokból, azaz 88%-uk a holokauszt áldozata lett.
Szabolcs megye 1944 októberében vált hadszíntérré. Az ún. hortobágyi páncéloscsata utolsó felvonásaként Debrecen–Nyíregyháza térségében helységharcokra került sor. Október 22-én a szovjetek elfoglalták Nyíregyházát, azonban ugyanezen a napon egy német hadosztály visszafoglalta Nagykállót, 26-án pedig Nyíregyházát. Így a német–magyar csapatok átkelhettek a Tiszán, és új védelmi vonalat építhettek ki a folyó mögött. Az alföldi páncéloscsata október 31-én a polgári és a tiszalöki német hídfők feladásával ért véget. November elejére a harcok a megye egész területén befejeződtek.

## A második világháború után
A harcok végeztével megkezdődött a háborús károk számbavétele, a gazdasági, politikai élet és a közigazgatás újjászervezése a legkülönbözőbb politikai erők részvételével. A szovjet hadsereg segítségével a kommunisták hamarosan döntő befolyásra tettek szert. Az országban először itt, Tiszanagyfaluban osztottak földet. Szabolcsban összesen 130 faluban, Szatmár-Beregben pedig 104-ben került sor a nagybirtokok felosztására. A birtokrendezés céljaira összesen 466 378 katasztrális holdat vettek igénybe, Szabolcs megyében a művelhető terület 43,6%-át, Szatmár-Beregben pedig 30,6%-ot. Ennek nagyobb részét felosztották a nincstelenek között, másik részén pedig erdőgazdaságok, állami gazdaságok alakultak, illetve községi kezelésben maradtak (legelők), valamint házhelyeket osztottak belőlük. A két megyében összesen 64 045 család kapott földet, a két megye átlagában családonként 5,3 holdat, ami megegyezik az országos átlaggal. Házat kapott 2839 család, házhelyet pedig 26 416 személy. Átalakult a társadalom szerkezete, a nagybirtok helyét a közép- és kisparaszti gazdaságok foglaltak el.
A második világháború lezárultát követő két évben a jobboldal is erős maradt a megyében. Az 1945-ös választásokon a Független Kisgazdapárt a szavazatok 72%-át szerezte meg. A Nemzeti Parasztpárt 14,26%-ot, a szociáldemokraták 9,5%-ot, a kommunisták 9%-ot kaptak. Jelentős volt az egyházak politikai befolyása. Az egyházi iskolák államosításakor számottevő ellenzéki megmozdulásokra került sor Pócspetriben és Máriapócson. A kommunisták által uralt államgépezet azonban gyorsan úrrá lett ezeken. A pócspetri incidenssel kapcsolatban került sor az első magyarországi koncepciós perre is.
1946-ban a csehszlovák–magyar lakosságcsere keretében főleg Nyíregyházáról és környékéről 4414, magát szlováknak valló személy települt át az északi szomszédhoz. Az onnan kitelepített magyarok közül 1815 fő került erre a területre.
Az 1944-es fegyverszünet, majd az 1947-es párizsi béke a trianoni határokat állította vissza, ugyanakkor a vásárosnaményi járás egésze és a fehérgyarmati járás három községe 1944 decemberétől néhány hónapig szovjet közigazgatás alá tartozott. 1945-ben a korábbi Szatmár, Ugocsa és Bereg közigazgatásilag egyelőre egyesített vármegyék területét Szatmár-Bereg vármegye néven egyesítették. Az 1950-es megyerendezés során ez Szabolcs-Szatmár megye része lett, mely a rendszerváltás után a Szabolcs-Szatmár-Bereg megye nevet kapta.
A terület agrárjellege megmaradt, nem csak 1945-ben, hanem a következő másfél-két évtizedben sem történt lényeges változás a gazdasági élet szerkezetében. Ipari munkahelyek az 1960-as évekig alig létesültek. Az iparosítás más területeken zajlott, a munkássá váláshoz az itt élőknek el kellett költözniük, vagy, általában heti rendszerességgel, ingázniuk kellett a több száz kilométerre lévő fővárosba vagy más ipari centrumokba.
1948-ban a Magyar Dolgozók Pártja néven szovjet mintára létrejött a új, úgynevezett szocializmust építő rendszer állampártja, a proletárdiktatúra vezető ereje. A hároméves terv, majd a meginduló első ötéves terv hamarosan súlyos gazdasági nehézségeket okozott. Az erőltetett, a gazdasági realitásokat figyelmen kívül hagyó iparosítás, voluntarizmus eltorzította az ország gazdasági fejlődését. A nehézségek az új Szabolcs-Szatmár megye lakosságát az átlagnál is hátrányosabban érintették. A tájegység alig részesült az ipari beruházásokból (egyedül a tiszalöki vízlépcső beruházásai teremtettek némi munkaalkalmat). Az országos ipari beruházások finanszírozása viszont a mezőgazdaság és az abban dolgozó lakosság rovására történt, a beszolgáltatási rendszeren keresztül. Ehhez járultak az 1951-1952-es évek erőszakos szövetkezetesítési kampányai.
Nagy Imre időleges hatalomra jutása, az 1953-as júniusi fordulat után a termelőszövetkezeti tagok 60%-a kilépett a közös gazdaságokból, és újra kisparasztként kívánt gazdálkodni.
A megye mezőgazdasága nem volt képes a munkaerő felszívására. A férfilakosság nagy része az ország más részeibe indult a segéd- és betanított munkásokat nagy számban igénylő nehézipari beruházásokra. A családok egyre inkább szakmunkásképzőkbe, technikumokba, középiskolákba küldték gyermekeiket.
Az 1956-os forradalom viszonylag kevéssé érintette a megyét. Október 26-án alakultak ki tüntetések Nyíregyházán, de a helyőrségi laktanya ellenállt a fegyverek szerzésére irányuló kísérleteknek. 30-án a forradalmárok az MDP megyei vezetőjét és a megyei tanács elnökét letartóztatták, de már november 1-jén megalakult a Magyar Szocialista Munkáspárt első szervezete a megyeszékhelyen. A megtorlás ennek ellenére súlyos volt, az összesen számba vett 2488 forradalmi aktivista közül két főt kivégeztek, 205 személy börtönbüntetést kapott.
A termelőszövetkezetek kétharmada felbomlott, a tagság háromnegyede kilépett. Hamarosan azonban újra megindult a szövetkezetesítés, és 1961 tavaszára a megye szántóterületének 96%-a nagyüzemi művelés alá került, a lakosság pedig három község kivételével – Nyírbéltek, Nyírlugos, Penészlek – a szövetkezeti gazdálkodás útjára lépett. Az új szövetkezetek gyorsan gépesítették a termelést, így még jobban meggyorsult a mezőgazdasági munkaerő felszabadulása. Tovább erősödött az elvándorlás és az ingázás a megyéből. Több mint százezer ember költözött iparosodottabb vidékekre, 120 000 felett volt a hetente-kéthetente ingázók száma.
Az iparosodás csak a 60-as évek közepétől indult meg a megyében. Almatároló és konzervgyár épült Nyíregyházán, fejlesztették a dohánygyárat. A Taurus Gumigyár jelentős üzemeit telepítette a megyeszékhelyre, papír- és tejporgyár is épült. Mátészalkán, Nyírbátorban, Fehérgyarmaton és Kisvárdán történtek még jelentősebb ipartelepítések. Nagyobb fejlesztés indult Tiszavasváriban az Alkaloida Vegyészeti Gyárban, majd Újfehértón és Tiszalökön. 1972-ben indult meg a termelés a Magyar Optikai Művek mátészalkai üzemében. A Budapesti Finomkötöttárugyár 1974-ben hozott létre új gyáregységet ugyancsak Mátészalkán.
Az iparfejlesztés nyomán felgyorsult a települések városiasodása is, hamarosan város lett Mátészalka, Nyírbátor, Vásárosnamény, Kisvárda, Fehérgyarmat. Az ingázás fokozatosan csökkent, az elvándorlás is lefékeződött.

### Az egyes ágazatokban foglalkoztatottak számának alakulása 1949–1980 között
| Év   | Ipar  | Mezőgazdaság | Építőipar | Szállítás | Kereskedelem | Vízgazdálkodás | Nem anyagi ágak | Összesen |
| ---- | ----- | ------------ | --------- | --------- | ------------ | -------------- | --------------- | -------- |
| 1949 | 18192 | 189277       | 3108      | 4909      | 6600         | 21             | 21263           | 243370   |
| 1960 | 23799 | 177193       | 16127     | 13146     | 10002        | 198            | 23114           | 263579   |
| 1970 | 41449 | 105526       | 17447     | 17637     | 17835        | 3988           | 33330           | 237212   |
| 1980 | 64510 | 74404        | 21460     | 20379     | 25869        | 5272           | 43902           | 255796   |

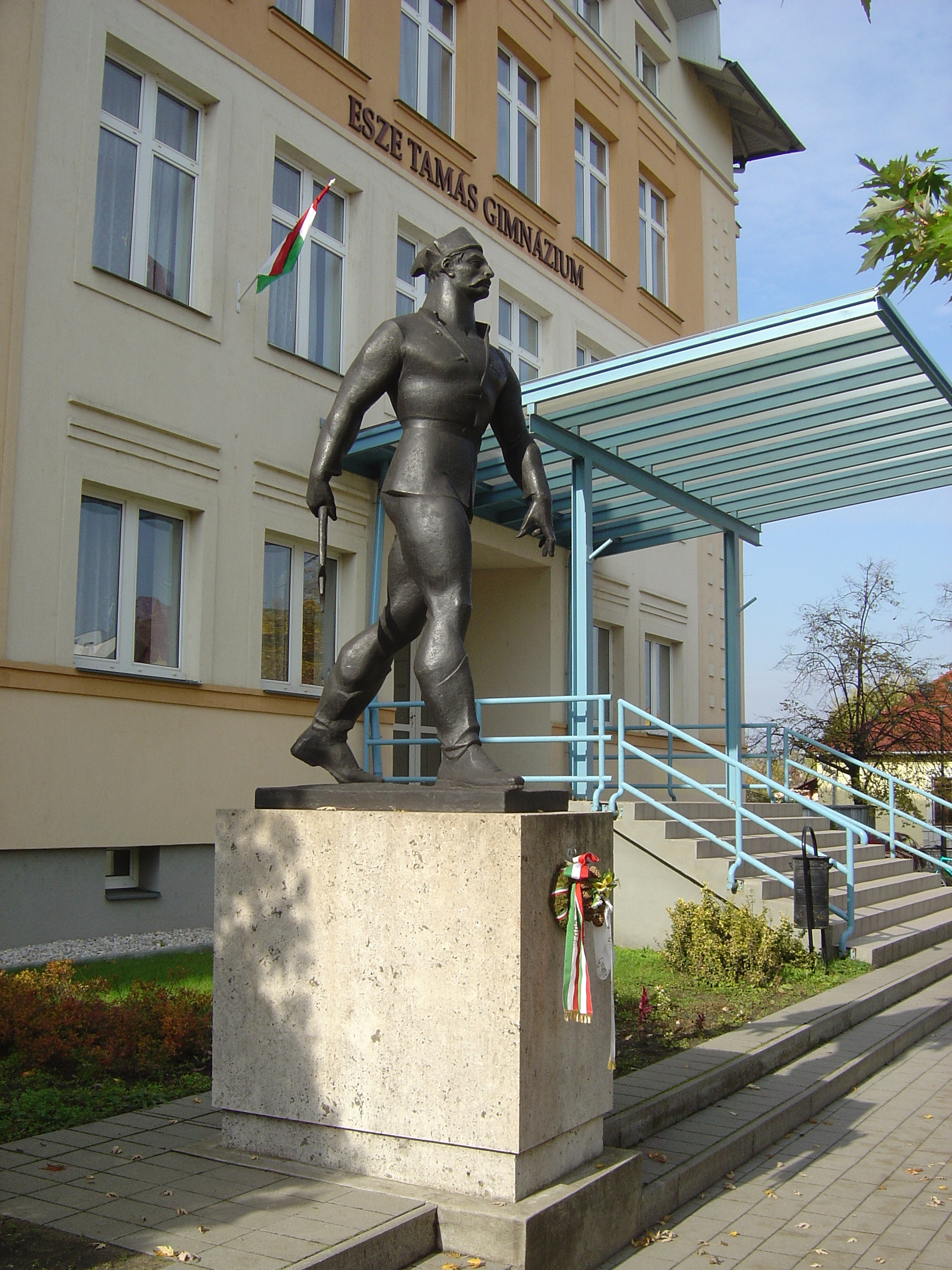
A mátészalkai Esze Tamás gimnázium, a Turcsányi Árpád által alkotott szoborral

1949-től 1980-ig a mezőgazdaságban foglalkoztatottak száma folyamatosan csökkent, az ipari dolgozóké nőtt. Kialakult egy jelentős számú munkásság és egy viszonylag korszerű ismeretekkel rendelkező első generációs értelmiségi réteg. 1980-ban már több mint 22 000 szellemi foglalkozású család volt a megyében. Ezekben legtöbbször két szellemi foglalkozású felnőtt volt. A műszaki értelmiségiek száma meghaladja a 6000-et, az egészségügyi és kulturális ágazatban dolgozóké ugyancsak 6000 fő körül volt. Az igazgatási, gazdasági irányításban 7000 fölött volt a dolgozók száma.
A társadalmi viszonyok egyik sajátos vonása volt a második világháború után a megyében a cigányság magas és növekvő aránya. Az állami politika a cigányság társadalmi beilleszkedése érdekében, életkörülményeik javítására társadalompolitikai elvekből kiindulva jelentős erőfeszítéseket tett. Különösen igyekeztek javítani a körükben a foglalkoztatást, illetve a gyermekek iskoláztatását.

## A rendszerváltás után
A rendszerváltozással együtt járó gazdasági gondok a megyét az országosnál lényegesen súlyosabban érintették. A KGST összeomlásával szakértői becslések szerint Magyarország a külkereskedelmi piacainak 25%-át, az Alföld a 40%-át, Szabolcs-Szatmár-Bereg megye pedig 60%-át vesztette el. A munkanélküliség 20%-ra emelkedett, a parlagon hagyott földek aránya 23% volt. A demokratikus rendszer kialakításához, és ezzel együtt a jobb élethez fűzött reményeket ebben a megyében különösen nagy csalódás váltotta fel. Az 1990-es választásokon a megye tíz egyéni választókerületéből nyolcban az MDF, egyben az Agrárszövetség, egyben pedig a FIDESZ-KDNP-SZDSZ közös jelöltje győzött, 1994-ben viszont mind a tíz választókerületben az MSZP diadalmaskodott.
A megye közigazgatása a rendszerváltás után az országos tendenciákhoz hasonlóan változott. Négy év alatt az addigi kilenchez hat további település kapott városi rangot, bár feladataik ellátásra nem voltak teljesen felkészülve. Szinte minden településen önálló polgármesteri hivatal jött létre, bár sok helyen a szakértők és tárgyi feltételek hiányában reménytelen volt, hogy megfelelő igazgatási szervezet jöjjön létre. Az 1983-ban eltörölt (és város-, illetve nagyközségkörnyéki rendszerrel helyettesített) járási rendszert 2013-ban visszaállították. A megyében 13 járás jött létre: Baktalórántházai járás, Csengeri járás, Fehérgyarmati járás, Ibrányi járás, Kemecsei járás, Kisvárdai járás, Mátészalkai járás, Nagykállói járás, Nyírbátori járás, Nyíregyházi járás, Tiszavasvári járás, Vásárosnaményi járás, Záhonyi járás.
1994-ben az akkori Környezetvédelmi és Területfejlesztési Minisztérium az Európai Unió Phare területfejlesztési programja segítségével hároméves kísérleti programot indított a megyében. A program keretében 264 pályázatot bíráltak el, közülük 64 nyert támogatást, összesen 342 millió forint értékben. További 15 millió forintot kapott három úgynevezett tesztprogram. A Phare mellett az ENSZ Iparfejlesztési Szervezete is – Csongrád megye mellett – a regionális iparfejlesztésre vonatkozó mintaterületüknek választották a térséget, és számos beruházási portfóliót dolgoztak ki, amelyeket elsősorban nyugat-európai befektetőknek javasoltak, mivel a megye a területhez, lakossághoz és a gazdasági szervezetek számához képest egyaránt Magyarország egyik legkevésbé vonzó térsége volt a külföldi befektetők szemében. A külföldi tőke alig volt jelen a megyében, egyedül Mátészalkán volt némileg más a helyzet. Itt főleg a korábbi szocialista iparfejlesztés néhány beruházását vették át és fejlesztették tovább.
1996-ban az Országgyűlés területi fejlesztési törvényt fogadott el, ami központosította és a regionális fejlesztési tanácsok kezébe adta a fejlesztési döntéseket. 2011-ben újra decentralizálásra került sor, ami előtérbe helyezte a megyei szintű döntéshozatalt. Ennek alapján megyei területfejlesztési programot dolgoztak ki és fogadtak el a 2020-ig terjedő időszakra. A program nagy súlyt helyez a megye népességmegtartó erejére, az életminőség javítására, a munkahelyteremtésre. Ugyanakkor a megye vezetői tudatában vannak annak, hogy a térség viszonylagos elmaradottsága nem szüntethető meg rövid idő alatt. A fejlesztéseket a megyeszékhely mellett három városra, Mátészalkára, Kisvárdára és Nyírbátorra koncentrálják, amelyek közlekedési helyzete az M3-as autópálya révén sokat javult az elmúlt évtizedekben. A megye igyekszik hasznosítani kedvező fekvését az európai V. számú közlekedési folyosó, a Trieszt–Kijev útvonal mentén. Ugyancsak kedvező fejlemény a román határ átjárhatóvá válása, ami számos határmenti kistelepülés viszonylagos elzártságát enyhítette vagy megszüntette.
A megye szociális helyzetére jellemző, hogy az ország többi területéhez képest 1996-ra már kiemelkedően magas volt a rokkantnyugdíjasok aránya – csaknem ugyanakkora, mint az öregségi nyugdíjasoké. Az éleződő foglalkoztatási problémák miatt ugyanis egyre többen menekültek a rokkantosításba. A mélyszegénység felszámolása, különösen a romák helyzetének javítása továbbra is nagyon nehéz feladat, amin elsősorban a közfoglalkoztatás kiszélesítésével próbálnak segíteni.
A megyei közlekedési infrastruktúra fejlődésének legnagyobb eredménye az M3-as autópálya továbbépülése, mely 2025-ben egészen Vásárosnaményig ér.

### Oktatás, tudomány
A nyíregyházi Szent Atanáz Görögkatolikus Hittudományi Főiskola 1995. május 26-tól a római Pápai Keleti Intézet (Pontificio Istituto Orientale) affiliált, 2006. április 6. óta pedig aggregált intézete.
2000. január 1-jén jött létre – két jogelődje, köztük az 1962-től működő tanárképző főiskola oktatási és tudományos munkájára támaszkodva – a Nyíregyházi Főiskola, ami az oktatási funkciója mellett a megye egyik legfontosabb kulturális és művészeti központja lett.
A megye tudományos élete is lendületesen fejlődött. A Magyar Tudományos Akadémia Szabolcs–Szatmár–Bereg megyei tudományos testülete 2000-ben már a 9., közgyűléssel egybekötött tudományos ülésszakát tartotta Nyíregyházán.